# Friedrich Reindel
Pour les articles homonymes, voir Reindel.
Friedrich Reindel, né le 6 septembre 1824 à Werben et mort le 27 septembre 1908 à Magdebourg, est un bourreau prussien qui fut un des plus connus de sa profession aux côtés de Julius Krautz (1843-1921) et Carl Gröpler (1868-1946). Entre 1874 et 1898, il exécute au moins 212 condamnés dans le nord de l'Allemagne.

## Biographie
Reindel est le septième enfant du premier mariage du bourreau et équarisseur Thomas Christoph Reindel à Werben (Elbe) et a est baptisé Friedrich Wilhelm Reindel. Le parrain, le roi prussien Frédéric-Guillaume III, a choisi les noms de baptême.
Friedrich Reindel est bourreau-assistant à partir de 1842 auprès de son frère aîné Wilhelm, bourreau de Werben et plus tard bourreau de la Confédération de l'Allemagne du Nord. Selon ses propres déclarations (1883), il a assisté son frère dans 40 exécutions, dont celle du 14 décembre 1844 à Spandau d'Heinrich Ludwig Tschech qui avait tenté d'assassiner le roi Frédéric-Guillaume IV. Les frères Reindel ont l'habitude de travailler en famille ; un journal mentionne ainsi le 13 mai 1868 : « [Il s'y trouvait] le bourreau Reindel avec ses trois frères comme assistants, le premier en costume noir. »
Lorsque Wilhelm meurt en 1872 à l'âge de 59 ans, Friedrich lui succède. Selon sa propre déclaration à un journaliste américain en 1891, il a servi 20 ans dans l'armée prussienne où il a été reconnu excellent soldat, ce qui lui valut - comme beaucoup d'autres membres de l'armée - un traitement préférentiel lors de l'accès de certaines fonctions. .
Reindel reste bourreau en chef pendant vingt-cinq ans et effectue au moins 212 exécutions. Dans son journal, il énumère 196 exécutions qui se dont déroulées sans anicroche. Deux fois, il a effectué une double exécution, une fois une triple exécution et le 21 mai 1898 une quadruple exécution à Duisbourg.
Tant qu'il n'est pas officiellement titulaire du poste de « Bourreau de Prusse » - occupé par Julius Krautz de 1878 à 1889 - Friedrich Reindel procède à relativement peu d'exécutions. Le 27 mars 1874, il est bourreau en charge pour la première fois. Sa double exécution d'Henriette Krebs et de Wilhelm Brandes le 5 février 1875 à Brunswick, fait sensation. Le magazine Die Gegenwart note que : « R. est un bel homme dont le visage pâle reflète beaucoup plus la bonhomie que la dureté de cœur. »
Après les deux exécutions à Braunschweig, Friedrich Reindel n'a pas été sollicité pendant huit ans.
Il est l'inventeur du banc d'exécution « dans le but d'une exécution plus humaine, plus rapide et plus sûre ». Il l'emploie pour la première fois le 17 août 1883 à Holzminden lorsqu'il décapite le tisserand et ouvrier d'usine Franz Ille. Après le départ du bourreau en titre Julius Krautz (mis à la retraite forcée pour avoir tué l'un de ses assistants dans une bagarre de bar), Reindel lui succède comme Bourreau de Prusse.
Après 1898, plus de trace d'aucune décapitation par Friedrich Reindel, même s'il continue d'être le premier interlocuteur avec les autorités en matière d'exécution. Il souffrait de rhumatismes au bras.
Son fils Wilhelm lui succède, mais est licencié en 1901 pour alcoolisme. Son petit-fils Ernst Reindel est bourreau sous le Troisième Reich.